# Coppa del Mondo di slittino 2013
La Coppa del Mondo di slittino 2012/13, trentaseiesima edizione della manifestazione organizzata dalla Federazione Internazionale Slittino, è iniziata il 24 novembre 2012 a Igls, in Austria e si è conclusa il 24 febbraio 2013 a Soči, in Russia, tracciato dove si svolgeranno le gare dei XXII Giochi olimpici invernali nel 2014. Verranno disputate trentatré gare, nove nel singolo uomini, nel singolo donne e nel doppio e sei nella gara a squadre in otto differenti località, poiché la seconda gara stagionale, inizialmente prevista a Cesana Torinese, a causa di difficoltà della società che gestisce la pista ad assicurare il regolare svolgimento della manifestazione è stata riassegnata a Königssee, già sede della quinta tappa di Coppa. Nel corso della stagione si terranno anche i Campionati mondiali di slittino 2013 sulla pista olimpica di Whistler, in Canada, competizione non valida ai fini della Coppa del Mondo, mentre le tappe di Oberhof e Lake Placid saranno valide, rispettivamente, anche come campionati europei e campionati pacifico-americani.

## Risultati
| Data             | Località    | Nazione     | Specialità       | Primi classificati                                                  | Secondi classificati                                                            | Terzi classificati                                                             |
| ---------------- | ----------- | ----------- | ---------------- | ------------------------------------------------------------------- | ------------------------------------------------------------------------------- | ------------------------------------------------------------------------------ |
| 24 novembre 2012 | Igls        | Austria     | Donne – Singolo  | Anke Wischnewski Germania                                           | Natalie Geisenberger Germania                                                   | Alex Gough Canada                                                              |
| 25 novembre 2012 | Igls        | Austria     | Uomini – Singolo | Felix Loch Germania                                                 | David Möller Germania                                                           | Johannes Ludwig Germania                                                       |
| 24 novembre 2012 | Igls        | Austria     | Uomini – Doppio  | Tobias Wendl Tobias Arlt Germania                                   | Toni Eggert Sascha Benecken Germania                                            | Peter Penz Georg Fischler Austria                                              |
| 25 novembre 2012 | Igls        | Austria     | Gara a squadre   | Germania Anke Wischnewski David Möller Tobias Wendl Tobias Arlt     | Canada Alex Gough Samuel Edney Tristan Walker Justin Snith                      | Italia Sandra Gasparini Dominik Fischnaller Christian Oberstolz Patrick Gruber |
| 1º dicembre 2012 | Königssee   | Germania    | Donne – Singolo  | Natalie Geisenberger Germania                                       | Tatjana Hüfner Germania                                                         | Alex Gough Canada                                                              |
| 2 dicembre 2012  | Königssee   | Germania    | Uomini – Singolo | Andi Langenhan Germania                                             | Felix Loch Germania                                                             | David Möller Germania                                                          |
| 1º dicembre 2012 | Königssee   | Germania    | Uomini – Doppio  | Tobias Wendl Tobias Arlt Germania                                   | Toni Eggert Sascha Benecken Germania                                            | Andreas Linger Wolfgang Linger Austria                                         |
| 8 dicembre 2012  | Altenberg   | Germania    | Donne – Singolo  | Natalie Geisenberger Germania                                       | Anke Wischnewski Germania                                                       | Corinna Martini Germania                                                       |
| 9 dicembre 2012  | Altenberg   | Germania    | Uomini – Singolo | Felix Loch Germania                                                 | Andi Langenhan Germania                                                         | Johannes Ludwig Germania                                                       |
| 8 dicembre 2012  | Altenberg   | Germania    | Uomini – Doppio  | Tobias Wendl Tobias Arlt Germania                                   | Peter Penz Georg Fischler Austria                                               | Toni Eggert Sascha Benecken Germania                                           |
| 9 dicembre 2012  | Altenberg   | Germania    | Gara a squadre   | Germania Natalie Geisenberger Felix Loch Tobias Wendl Tobias Arlt   | Austria Nina Reithmayer Wolfgang Kindl Peter Penz Georg Fischler                | Russia Tat'jana Ivanova Albert Demčenko Vladislav Južakov Vladimir Machnutin   |
| 15 dicembre 2012 | Sigulda     | Lettonia    | Donne – Singolo  | Tat'jana Ivanova Russia                                             | Natalie Geisenberger Germania                                                   | Anke Wischnewski Germania                                                      |
| 16 dicembre 2012 | Sigulda     | Lettonia    | Uomini – Singolo | Albert Demčenko Russia                                              | Armin Zöggeler Italia                                                           | Felix Loch Germania                                                            |
| 15 dicembre 2012 | Sigulda     | Lettonia    | Uomini – Doppio  | Tobias Wendl Tobias Arlt Germania                                   | Peter Penz Georg Fischler Austria                                               | Christian Oberstolz Patrick Gruber Italia                                      |
| 16 dicembre 2012 | Sigulda     | Lettonia    | Gara a squadre   | Germania Natalie Geisenberger Felix Loch Tobias Wendl Tobias Arlt   | Italia Sandra Gasparini Armin Zöggeler Christian Oberstolz Patrick Gruber       | Russia Tat'jana Ivanova Albert Demčenko Pavel Kuzmič Boris Kuryshkin           |
| 5 gennaio 2013   | Königssee   | Germania    | Donne – Singolo  | Natalie Geisenberger Germania                                       | Carina Schwab Germania                                                          | Aileen Frisch Germania                                                         |
| 6 gennaio 2013   | Königssee   | Germania    | Uomini – Singolo | David Möller Germania                                               | Albert Demčenko Russia                                                          | Dominik Fischnaller Italia                                                     |
| 5 gennaio 2013   | Königssee   | Germania    | Uomini – Doppio  | Tobias Wendl Tobias Arlt Germania                                   | Toni Eggert Sascha Benecken Germania                                            | Peter Penz Georg Fischler Austria                                              |
| 6 gennaio 2013   | Königssee   | Germania    | Gara a squadre   | Germania Natalie Geisenberger David Möller Tobias Wendl Tobias Arlt | Canada Alex Gough Samuel Edney Tristan Walker Justin Snith                      | Austria Nina Reithmayer Daniel Pfister Peter Penz Georg Fischler               |
| 12 gennaio 2013  | Oberhof     | Germania    | Donne – Singolo  | Natalie Geisenberger Germania                                       | Tatjana Hüfner Germania                                                         | Anke Wischnewski Germania                                                      |
| 13 gennaio 2013  | Oberhof     | Germania    | Uomini – Singolo | Felix Loch Germania                                                 | Andi Langenhan Germania                                                         | Johannes Ludwig Germania                                                       |
| 12 gennaio 2013  | Oberhof     | Germania    | Uomini – Doppio  | Toni Eggert Sascha Benecken Germania                                | Tobias Wendl Tobias Arlt Germania                                               | Peter Penz Georg Fischler Austria                                              |
| 20 gennaio 2013  | Winterberg  | Germania    | Donne – Singolo  | Natalie Geisenberger Germania                                       | Anke Wischnewski Germania                                                       | Tatjana Hüfner Germania                                                        |
| 19 gennaio 2013  | Winterberg  | Germania    | Uomini – Singolo | David Möller Germania                                               | Felix Loch Germania                                                             | Armin Zöggeler Italia                                                          |
| 20 gennaio 2013  | Winterberg  | Germania    | Uomini – Doppio  | Andreas Linger Wolfgang Linger Austria                              | Toni Eggert Sascha Benecken Germania                                            | Christian Oberstolz Patrick Gruber Italia                                      |
| 8 febbraio 2013  | Lake Placid | Stati Uniti | Donne – Singolo  | Natalie Geisenberger Germania                                       | Julia Clukey Stati Uniti                                                        | Alex Gough Canada                                                              |
| 9 febbraio 2013  | Lake Placid | Stati Uniti | Uomini – Singolo | Armin Zöggeler Italia                                               | Dominik Fischnaller Italia                                                      | David Mair Italia                                                              |
| 8 febbraio 2013  | Lake Placid | Stati Uniti | Uomini – Doppio  | Tobias Wendl Tobias Arlt Germania                                   | Peter Penz Georg Fischler Austria                                               | Christian Oberstolz Patrick Gruber Italia                                      |
| 9 febbraio 2013  | Lake Placid | Stati Uniti | Gara a squadre   | Germania Natalie Geisenberger Ralf Palik Tobias Wendl Tobias Arlt   | Stati Uniti Julia Clukey Christopher Mazdzer Matthew Mortensen Preston Griffall | Italia Sandra Gasparini Armin Zöggeler Christian Oberstolz Patrick Gruber      |
| 23 febbraio 2013 | Soči        | Russia      | Donne – Singolo  | Tatjana Hüfner Germania                                             | Natalie Geisenberger Germania                                                   | Anke Wischnewski Germania                                                      |
| 24 febbraio 2013 | Soči        | Russia      | Uomini – Singolo | Andi Langenhan Germania                                             | Albert Demčenko Russia                                                          | David Möller Germania                                                          |
| 23 febbraio 2013 | Soči        | Russia      | Uomini – Doppio  | Tobias Wendl Tobias Arlt Germania                                   | Peter Penz Georg Fischler Austria                                               | Juris Šics Andris Šics Lettonia                                                |
| 24 febbraio 2013 | Soči        | Russia      | Gara a squadre   | Germania Tatjana Hüfner Andi Langenhan Tobias Wendl Tobias Arlt     | Russia Tat'jana Ivanova Albert Demčenko Vladislav Južakov Vladimir Machnutin    | Canada Alex Gough Samuel Edney Tristan Walker Justin Snith                     |

## Classifiche

### Singolo uomini
| Pos. | Nome                | Nazione  | IGL | KÖN | ALT | SIG | KÖN | OBE | WIN | LAP | SOČ | Totale |
| ---- | ------------------- | -------- | --- | --- | --- | --- | --- | --- | --- | --- | --- | ------ |
| 1    | Felix Loch          | Germania | 1   | 2   | 1   | 3   | 4   | 1   | 2   | –   | 6   | 650    |
| 2    | Andi Langenhan      | Germania | 4   | 1   | 2   | 5   | 6   | 2   | 6   | 14  | 1   | 613    |
| 3    | David Möller        | Germania | 2   | 3   | 8   | 7   | 1   | 5   | 1   | 9   | 3   | 607    |
| 4    | Armin Zöggeler      | Italia   | 9   | 5   | 4   | 2   | 7   | 11  | 3   | 1   | 4   | 549    |
| 5    | Albert Demčenko     | Russia   | 8   | 4   | 5   | 1   | 2   | 6   | 9   | –   | 2   | 516    |
| 6    | Johannes Ludwig     | Germania | 3   | 8   | 3   | 4   | 9   | 3   | 5   | 13  | 7   | 482    |
| 7    | Dominik Fischnaller | Italia   | 12  | 6   | 10  | 12  | 3   | –   | –   | 2   | 15  | 331    |
| 8    | David Mair          | Italia   | 22  | 12  | 9   | 13  | 12  | 16  | 7   | 3   | 24  | 310    |
| 9    | Daniel Pfister      | Austria  | 19  | 10  | 12  | 22  | 8   | 17  | 12  | 12  | 8   | 281    |
| 10   | Manuel Pfister      | Austria  | 6   | 9   | DNS | 6   | 14  | 13  | 11  | 17  | 18  | 278    |

### Singolo donne
| Pos. | Nome                 | Nazione     | IGL | KÖN | ALT | SIG | KÖN | OBE | WIN | LAP | SOČ | Totale |
| ---- | -------------------- | ----------- | --- | --- | --- | --- | --- | --- | --- | --- | --- | ------ |
| 1    | Natalie Geisenberger | Germania    | 2   | 1   | 1   | 2   | 1   | 1   | 1   | 1   | 2   | 855    |
| 2    | Anke Wischnewski     | Germania    | 1   | 4   | 2   | 3   | 5   | 3   | 2   | 4   | 3   | 655    |
| 3    | Tatjana Hüfner       | Germania    | 4   | 2   | 5   | 4   | –   | 2   | 3   | 7   | 1   | 561    |
| 4    | Alex Gough           | Canada      | 3   | 3   | 4   | –   | 4   | 5   | 6   | 3   | 6   | 485    |
| 5    | Tat'jana Ivanova     | Russia      | 7   | 6   | 6   | 1   | 11  | 11  | 5   | –   | 4   | 429    |
| 6    | Julia Clukey         | Stati Uniti | 6   | 21  | 22  | 10  | 6   | 6   | 7   | 2   | 10  | 392    |
| 7    | Erin Hamlin          | Stati Uniti | 11  | 11  | 7   | 6   | 10  | 7   | 15  | 5   | 7   | 373    |
| 8    | Sandra Gasparini     | Italia      | 15  | 7   | 9   | 8   | 14  | 9   | 8   | 10  | 13  | 328    |
| 9    | Nina Reithmayer      | Austria     | 9   | 10  | 8   | 7   | 7   | 8   | 14  | 16  | 20  | 325    |
| 10   | Martina Kocher       | Svizzera    | 16  | 14  | 14  | 11  | 9   | 12  | 18  | 11  | 16  | 268    |

### Doppio
| Pos. | Nome                                         | Nazione     | IGL | KÖN | ALT | SIG | KÖN | OBE | WIN | LAP | SOČ | Totale |
| ---- | -------------------------------------------- | ----------- | --- | --- | --- | --- | --- | --- | --- | --- | --- | ------ |
| 1    | Tobias Wendl Tobias Arlt                     | Germania    | 1   | 1   | 1   | 1   | 1   | 2   | 8   | 1   | 1   | 827    |
| 2    | Toni Eggert Sascha Benecken                  | Germania    | 2   | 2   | 3   | 8   | 2   | 1   | 2   | 7   | 13  | 628    |
| 3    | Peter Penz Georg Fischler                    | Austria     | 3   | 4   | 2   | 2   | 3   | 3   | DNS | 2   | 2   | 610    |
| 4    | Andreas Linger Wolfgang Linger               | Austria     | 4   | 3   | 5   | 5   | 7   | 5   | 1   | 5   | 15  | 522    |
| 5    | Christian Oberstolz Patrick Gruber           | Italia      | 5   | 5   | 7   | 3   | 8   | 4   | 3   | 3   | 6   | 518    |
| 6    | Juris Šics Andris Šics                       | Lettonia    | 9   | 18  | 9   | 4   | 4   | 11  | 5   | 11  | 3   | 414    |
| 7    | Ludwig Rieder Patrick Rastner                | Italia      | 6   | 10  | 8   | 13  | 5   | 8   | 4   | 14  | 5   | 398    |
| 8    | Tristan Walker Justin Snith                  | Canada      | 7   | 7   | 6   | –   | 6   | DNS | 9   | 4   | 4   | 351    |
| 9    | Hans Peter Fischnaller Patrick Schwienbacher | Italia      | 16  | 9   | 11  | 11  | 9   | 9   | 10  | 10  | 9   | 321    |
| 10   | Matthew Mortensen Preston Griffall           | Stati Uniti | 10  | 11  | 13  | 12  | 16  | 17  | 11  | 6   | 17  | 289    |

### Gara a squadre
| Pos. | Nome        | IGL | ALT | SIG | KÖN | LAP | SOČ | Totale |
| ---- | ----------- | --- | --- | --- | --- | --- | --- | ------ |
| 1    | Germania    | 1   | 1   | 1   | 1   | 1   | 1   | 600    |
| 2    | Italia      | 3   | 4   | 2   | 6   | 3   | 7   | 381    |
| 3    | Stati Uniti | 7   | 5   | 5   | 5   | 2   | 5   | 351    |
| 4    | Canada      | 2   | 7   | –   | 2   | 4   | 3   | 346    |
| 5    | Russia      | 5   | 3   | 3   | 7   | –   | 2   | 326    |
| 6    | Austria     | 4   | 2   | DNF | 3   | 6   | 6   | 315    |
| 7    | Lettonia    | 6   | 6   | 4   | 4   | DNF | 4   | 280    |
| 8    | Romania     | 9   | 9   | DNS | 8   | 5   | 11  | 209    |
| 9    | Polonia     | 10  | 10  | 6   | 9   | –   | 10  | 197    |
| 10   | Slovacchia  | DNF | 8   | DNF | DNF | 7   | 8   | 130    |